# Rio Saí-Guaçu
Rio Saí-Guaçu är ett vattendrag i Brasilien. Det ligger i den södra delen av landet, 1 100 km söder om huvudstaden Brasília.